# Solaris Multiplexed I/O
Solaris Multiplexed I/O (MPxIO) ранее известное как Sun StorageTek Traffic Manager — программное обеспечение для реализации технологии Multipath I/O в Solaris OS. Оно поддерживает доступ к жёсткому диску через несколько контроллеров. Это решение гарантирует работоспособность диска при отказе одного из контроллеров.
Данная архитектура повышает производительность ввода-вывода за счёт сбалансированного распределения нагрузки на несколько каналов.
ПО Solaris Multiplexed I/O было включено в Solaris 8 в феврале 2000.
В Solaris 10 настройка MPxIO была перенесена из файла /kernel/drv/scsi_vhci.conf в файлы /kernel/drv/fp.conf и /kernel/drv/mpt.conf.
Управление MPxIO может осуществляться командой stmsboot.